# Hans Wachtmeister (politiker)
Hans Wilhelm Axelsson (Ason) Wachtmeister, född 25 december 1913 i Lidingö församling, död 7 maj 1995 i Förkärla församling, Blekinge län, var en svensk greve, godsägare och politiker (högerpartist).

## Biografi
Wachtmeister var son till ryttmästare, greve Axel Wachtmeister och Carola von Eckermann. Han tog reservofficersexamen 1934 och blev major i Livregementets grenadjärers (I 3) reserv 1978. Wachtmeister blev civiljägmästare 1938, var biträdande militärattaché i Paris 1938 och var innehavare av Johannishus fideikommiss från 1950 (förvaltat från 1946).
Han var ordförande i Blekinge hembygdsförbund, ledamot av landstinget 1955–1970 och 1974–1982, verkställande ledamot i direktionen för Hallwylska museet 1961–1978 och styrelseledamot i Livrustkammaren och Skoklosters slott med Stiftelsen Hallwylska museet 1978–1985. Wachtmeister var ledamot av riksdagens andra kammare 1957–1964 och 1969–1970, invald i Blekinge läns valkrets. Efter enkammarriksdagens införande var han riksdagsledamot 1974–1985. Wachtmeister var Ordförande i Svenska Scoutförbundet 1966–1971. Wachtmeister tilldelades 1981 Svensk Scouting högsta utmärkelse Silvervargen.
Wachtmeister var ledamot av Kungliga Skogs- och Lantbruksakademien och blev filosofie hedersdoktor vid Lunds universitet 1974. Han skrev tidnings- och tidskriftsuppsatser, särskilt i naturvård.
Wachtmeister var gift första gången 1938–1964 med Ingrid Tobieson (1914–1994), dotter till direktören Gustaf Tobieson och Anna Lisa Högelin. I det äktenskapet föddes kommendörkaptenen, greve Hans Wachtmeister. Han gifte sig andra gången 1964 med Rosita von Rosen (1925–1991), dotter till greve Adolf von Rosen och grevinnan Elsa von Rosen.
Makarna Wachtmeister är begravda på Förkärla kyrkogård.

## Utmärkelser
Wachtmeisters utmärkelser:
- Riddare av Vasaorden (RVO) 1960
- Kommendör av Vasaorden (KVO) 1968
- Kommendör av 1. klass av Vasaorden (KVO1kl) 1974